# Travon Bryant
Pour les articles homonymes, voir Bryant.
Travon Bryant, né le 5 février 1983 à Cerritos, en Californie, est un joueur puis entraîneur américain de basket-ball. En tant que joueur, il évolue au poste d'ailier fort.

## Biographie
Travon Bryant est formé aux Tigers du Missouri de l'université du Missouri (NCAA) dans laquelle il joue pendant 4 saisons, entre 2000 et 2004. Il en sort avec des moyennes de 10,6 points, 6,6 rebonds et 1,7 passe décisive en 30 rencontres.
La saison suivante, il signe avec le club grec de Peristeri Athènes qui est rapidement rétrogradé pour des soucis financiers. Bryant rejoint alors l’Iraklis Salonique (Grèce) où il réalise 10,2 points et 6,3 rebonds en 26 matchs et 11,6 points et 7,7 rebonds en 11 matchs.
En 2005-2006, il commence la saison en Grèce à le Kolossos Rodou (14,5 points et 7,4 rebonds en 24 matchs) avant de s’engager en avril avec le Benetton Trévise (4,6 points et 2,6 rebonds en 16 matchs) avec lequel il est champion d’Italie.
En 2006-2007, Bryant rejoint les Francfort Skyliners (14,7 points, 7,8 rebonds et 1,8 passe), puis évolue les trois saisons suivantes en Grèce, d’abord à Maroussi (10,3 points et 5,1 rebonds en 22 matchs), puis à l’AEK Athènes (11,9 points et 7,1 rebonds en 24 matchs) et enfin au Paniónios (9,7 points et 6,9 rebonds en 23 matchs).
En 2010-2011, il découvre le Championnat de France de Pro B avec l'Élan béarnais Pau-Lacq-Orthez (9,5 points et 5,4 rebonds en 21 matchs) mais une blessure l’empêche de terminer la saison.
Il commence la saison suivante avec le club ukrainien de Boudivelnyk Kiev et rejoint dès novembre Le Mans (ProA : 5,4 points et 3,1 rebonds en 32 matchs – Eurocup : 5,8 points et 3 rebonds en 5 matchs) pour pallier les blessures de William Coleman (en) et Alain Koffi.